# Forkolor Saxophone Quartet
Das Forkolor Saxophone Quartet ist ein 2013 gegründetes Saxophonensemble, das aus dem Bereich des Jazz kommt, aber auch auf Elemente der Folklore zurückgreift.

## Entwicklung und Repertoire
Das Quartett wurde von Vladimir Karparov initiiert. Die Musiker des Forkolor Saxophone Quartet, Improvisatoren mit sehr individuellen musikalischen Charakteren und zugleich gute Ensemblespieler, haben gemeinsam sie ein Programm komponiert, das Elementen aus modernem Jazz, osteuropäischer Folklore, Pop und Klassik enthält. Das Ensemble wurde vom Berliner Kultursenat mit dem Studioprojekt Jazz Preis ausgezeichnet. Ihr erstes Album haben die vier Musiker in Berlin mit Gästen aus Bulgarien aufgenommen, mit dem Kaval-Spieler Nedyalko Nedyalkov und dem Tupan-Spieler Stojan Jankulow.

## Auftritte und Zusammenarbeit
Forkolor spielte auf einigen Jazzfestivals im In- und Ausland wie dem belgischen Gaume Jazz Festival, dem Jazz v Burgas Festival in Bulgarien und in den USA Made in New York Jazz. Auf Einladung des Goethe-Instituts bereiste die Gruppe Bulgarien. 

## Diskographie
- Forkolor (Unit Records 2014)